# 李程·丹增尼玛
李程·丹增尼玛（1975年—），男，藏族，四川人，中华人民共和国政治人物。现任全国青联副主席，国家开发投资集团有限公司副经理、党组成员。